# Szuflada

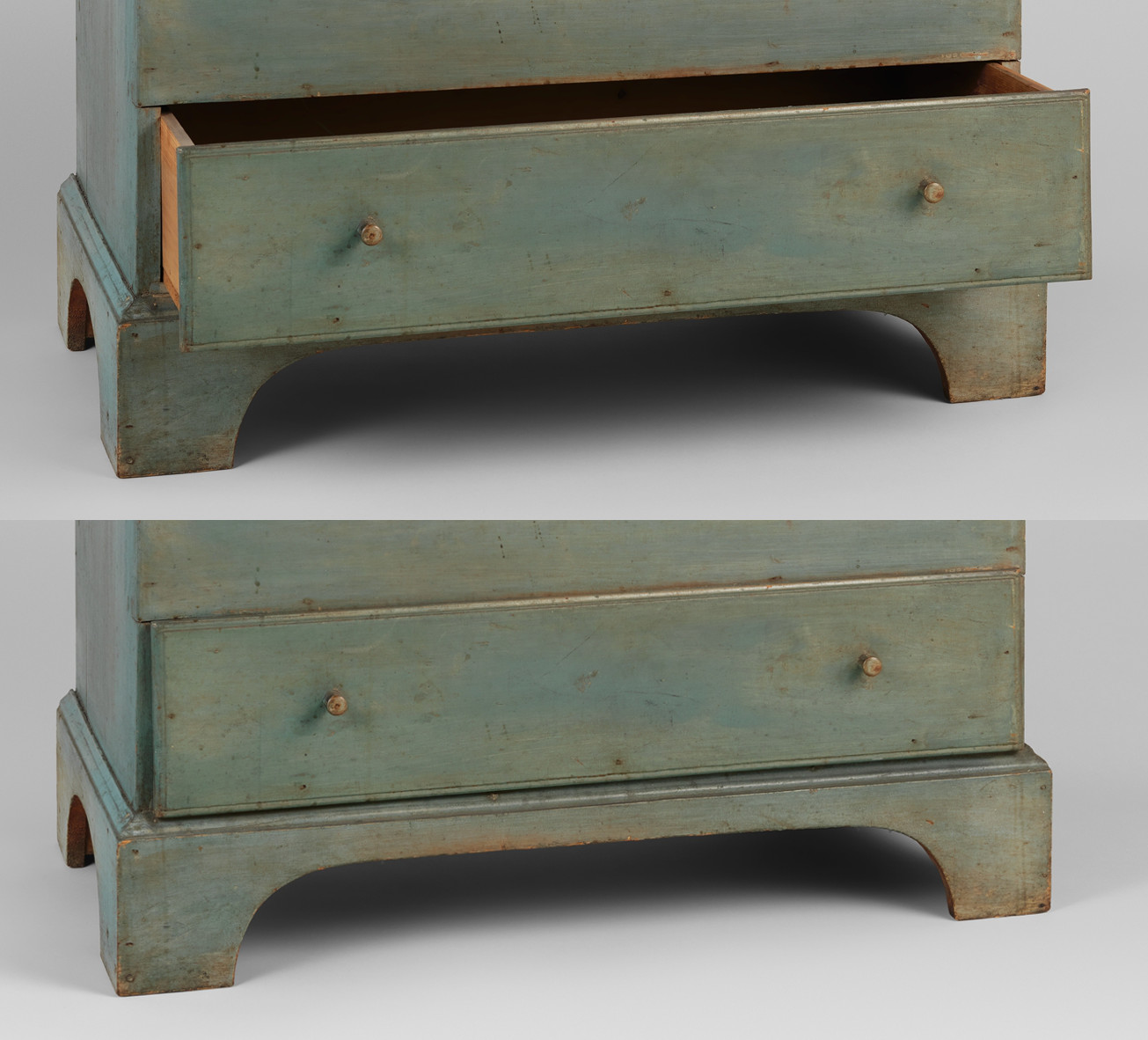
Szuflada wysunięta i wsunięta

Szuflada – wysuwana, otwarta od góry skrzynka, stanowiąca część mebli takich jak na przykład biurka, stoły czy szafy służąca do przechowywania różnych przedmiotów.

## Szuflada w sztuce
- Szuflady są powtarzającym się motywem w twórczości Salvadora Dalego, często wyłaniają się one z klatki piersiowej namalowanych czy wyrzeźbionych postaci. Kiedy po raz pierwszy odwiedził on Anglię usłyszał wyrażenie w języku angielskim "chest of drawers" (komoda) które przetłumaczył sobie dosłownie (samo "chest" to klatka piersiowa) i nie znając jego idiomatycznego znaczenia powstało skojarzenie, które można zobaczyć w jego sztuce.
- W filmie Juliusza Machulskiego Kingsajz krasnoludki mieszkają w szufladach znajdujących się w krainie o nazwie "Szuflandia"